# Ian Mackey
Ian Dale Mackey (sinh tháng 12 năm 1986) là một thành viên Dân chủ của Hạ viện Missouri, đại diện cho Quận Nhà 87. Ông có bằng giáo dục từ trường Cao đẳng Westminster ở Fulton, Missouri và giảng dạy tại một trung tâm mầm non Reggio Emilia tại Đại học Harvard trong khi ông nhận bằng JD.

## Sự nghiệp
Mackey đã giành chiến thắng trong cuộc bầu cử vào ngày 6 tháng 11 năm 2018 từ nền tảng của Đảng Dân chủ. Ông bảo đảm sáu mươi bảy phần trăm số phiếu trong khi đối thủ gần nhất của ông là đảng Cộng hòa Steven Bailey bảo đảm ba mươi hai phần trăm.
Ông là người đồng tính công khai.